# Zeist
Zeist (anhörenⓘ) ist eine Gemeinde in der niederländischen Provinz Utrecht. Sie besteht aus dem Hauptort Zeist und den Dörfern Austerlitz und Den Dolder.

## Lage und Wirtschaft
Zeist liegt etwa sieben Kilometer östlich der Stadt Utrecht am Rande des Waldgebiets „Utrechtse Heuvelrug“. Straßen und Bahnstrecken verbinden die Gemeinde mit der benachbarten Großstadt. Der Bahnhof Driebergen-Zeist liegt an der Strecke Arnhem–Utrecht. In Den Dolder gibt es einen Kleinbahnhof an der Linie Utrecht–Amersfoort. Zwischen 1910 und 1949 verkehrte eine elektrische Straßenbahn zwischen Utrecht und Zeist.
Die Lage Zeists hat dazu geführt, dass Sanatorien, Seniorenheime, Kliniken und psychiatrische Anstalten sich in Zeist und Umgebung niedergelassen haben. 
Viele große, alte Villen und Landhäuser, im 19. Jahrhundert für reiche Utrechter erbaut, dienen jetzt als Bürogebäude. Der Koninklijke Nederlandse Voetbal Bond (KNVB, der niederländische Fußballverband), der niederländische Zweig der Naturschutzorganisation „World Wildlife Fund“ und mehrere andere wohltätige Organisationen haben in Zeist ihren Sitz. Hier befindet sich auch der Stammsitz der Triodos Bank, Europas größter Nachhaltigkeitsbank und die Firmenzentrale von startpage.com, einer privatsphäreschützenden Suchmaschine. Darüber hinaus hat Zeist viele Schulen und andere Bildungsinstitute, die manchmal mit der nahe gelegenen Utrechter Universität zusammenarbeiten.
Außerdem hat das niederländische Forschungsinstitut TNO in Zeist eine Niederlassung. Schließlich gibt es in Zeist ein wichtiges Unternehmen in der Bürobedarfsbranche.
In Den Dolder steht eine Fabrik, wo Margarine, Mayonnaise und andere Soßen erzeugt werden.

## Sehenswürdigkeiten

### Schloss Zeist und die Herrnhuter Brüdergemeine

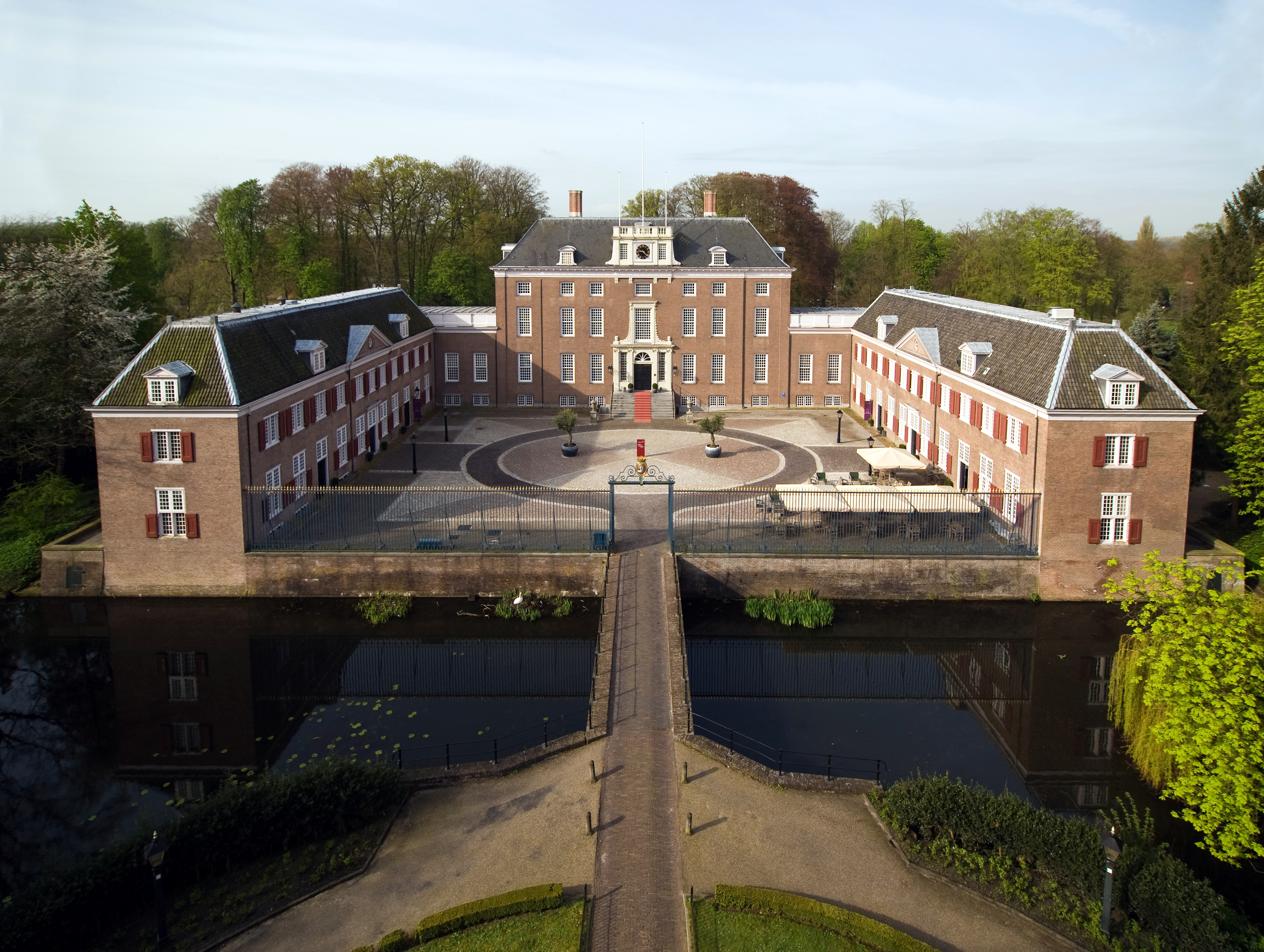
Schloss Zeist

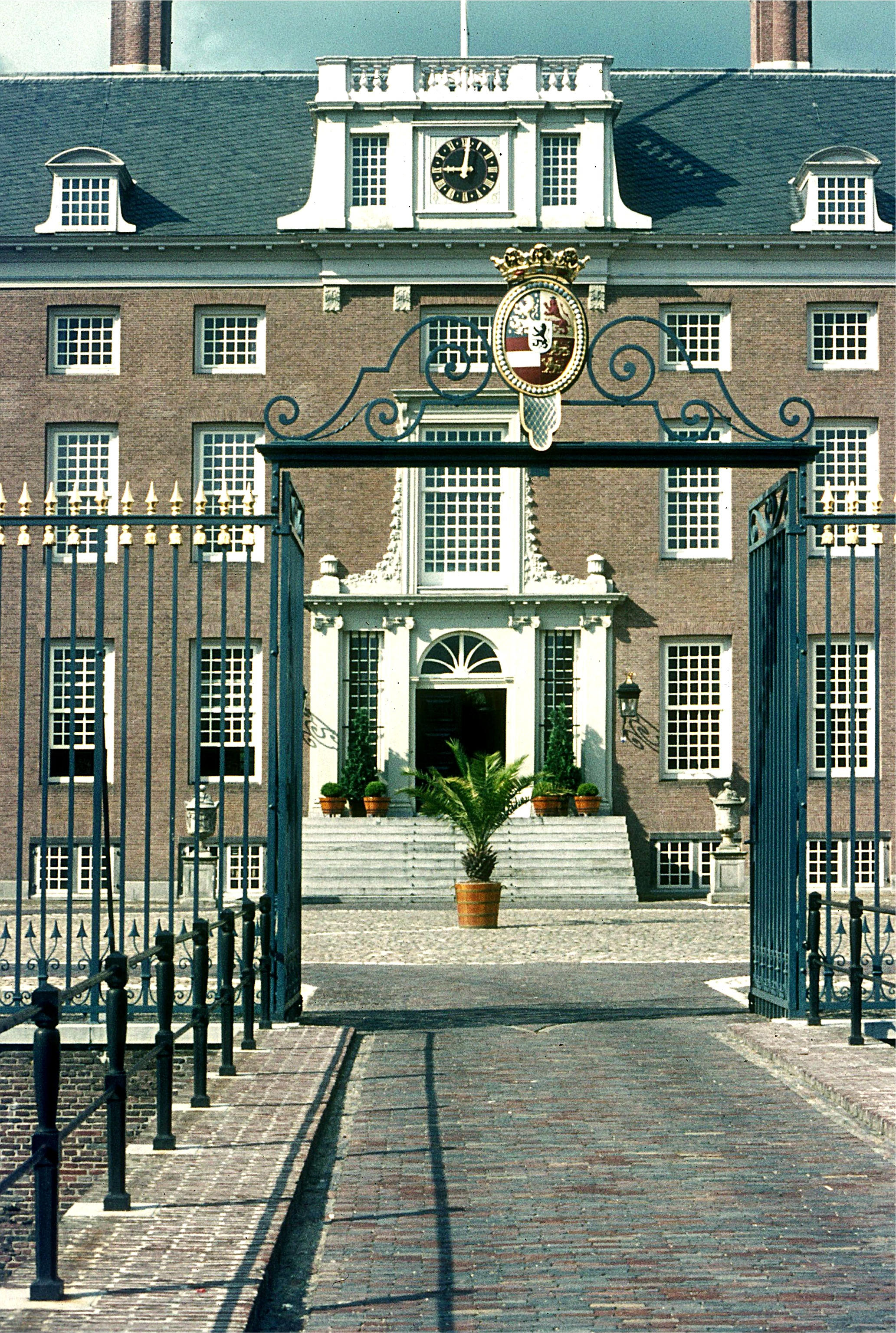
Einfahrt Schloss Zeist

Das Dorf Zeist entstand rund um das Schloss Zeist, das in seiner heutigen Form 1686 entstand (Architekt Jacob Roman) und von Willem Adriaan van Nassau-Odijk errichtet wurde.
Im 18. Jahrhundert siedelte sich hier die Herrnhuter Brüdergemeine an (Zeister Synode 1746). Vor dem Schloss errichteten die Herrnhuter ab 1748 eine neue Siedlung, bestehend aus zwei großen Plätzen, dem Broeder- und dem Zusterplein (Brüder- und Schwesternplatz). Hier entstand ein blühendes Gemeinwesen. Von Zeist aus wurden seit 1793 viele hier durch die Zeister Zendingsgenootschap (ZZg), die Zeister Missionsgesellschaft, ausgebildete Missionare aus gesandt, zunächst nach Suriname, später auch nach Tansania, Südafrika, Jamaika, Kuba und nach Mittelamerika.

### Austerlitz
Das Dörfchen Austerlitz entstand um 1806 um ein Denkmal der Dreikaiserschlacht von 1805 bei Austerlitz in Mähren. Zeist gehört hier zu den Partnerstädten. Bei der 2004 restaurierten Pyramide von Austerlitz befindet sich jetzt ein kleiner Freizeitpark.
Die waldreiche Umgebung zieht Wanderer und Radfahrer an.

## Söhne und Töchter der Stadt
- Guido Verbeck (1830–1898), Missionar
- Herman Snellen (1834–1908), Augenarzt
- Maurits Snellen (1840–1907), Meteorologe, Direktor des KNMI
- Thomas Place (1842–1911), Physiologe und Hochschullehrer
- Sophie Jacoba Wilhelmina Grothe (1852–1926), Malerin
- Louise Stratenus (1852–1908), Schriftstellerin
- Anthon van Rappard (1858–1892), Maler und Zeichner
- Willem Pijper (1894–1947), Komponist
- Hendrik Marsman (1899–1940), Schriftsteller
- Johan Witteveen (1921–2019), Politiker und Geschäftsführender Direktor des IWF und Vorsitzender der Group of Thirty
- Kees Ouwens (1944–2004), Lyriker und Romanautor
- André Bolhuis (* 1946), Hockeyspieler und Sportfunktionär
- Flip van Lidth de Jeude (* 1949), Hockeyspieler
- Wam Kat (* 1956), Politaktivist
- Jan-Albert Lantink (* 1958), Langstrecken- und Ultraläufer
- Erik van Leeuwen (* 1968), Biathlet
- Chima Michail Onyeike (* 1975), Fußballspieler und -trainer
- Joska Le Conté (* 1987), Skeletonpilotin
- Remy van Kesteren (* 1989), Harfenist
- Henk Dissel (* 1991), Sänger
- Sinem Kavus (* 1991), Schauspielerin
- Jurgen Ekkelenkamp (* 2000), Fußballspieler